# Charles Henry Stanley
Charles Henry Stanley (? září 1819, Brighton, Anglie – 6. října 1901, New York) byl anglický a později americký šachista, první mistr USA v šachu v letech 1845 – 1857.

## Život
Charles Henry Stanley se narodil v září (přesné datum není zjištěno) roku 1819 v Brightonu v Anglii. Roku 1839 porazil v zápase Howarda Stauntona 3:2 (=1), ale Staunton mu poskytl v každé partii výhodu pěšce a tahu. Roku 1842 emigroval do USA kde získal americké státní občanství. Roku 1857 se mu narodila dcera Paulina, která dostala své jméno po Paulu Morphym. Ke konci života propadl alkoholismu a léčil se v různých ústavech v New Yorku. Zemřel roku 1901.

## První mistr USA v šachu
Když Stanley porazil v letech 1844 a 1845 ve třech zápasech Johna Williama Schultena, začal být považován za nejlepšího hráče v New Yorku. Protože za nejsilnějšího hráče v USA byl od roku 1841 považován původem Francouz Eugène Rousseau, došlo v prosinci roku 1845 k jejich vzájemnému střetnutí v New Orleansu. V zápase Stanley zvítězil v poměru 15:8 (=8) a byl všeobecně uznán jako první mistr USA v šachu. Svůj zápas s Rousseauem popsal Stanley v knize Thirty-one games at chess (1846, Třicet jedna šachových partií), což je první americká kniha, popisující šachový zápas. Svůj titul mistra USA si Stanley udržel až do roku 1857, kdy jej získal na Prvním americkém šachovém kongresu Paul Morphy. Na kongresu prohrál Stanley již v prvním kole 3:2 s Theodorem Lichtenheinem, který na turnaji skončil celkově třetí.

## Další Stanleyho šachové úspěchy
- vítězství nad americkým hráčem z Kentucky Johnem Turnerem 11:5 (=1) roku 1850 ve Washingtonu[2]
- remíza s Johannem Jacobem Löwenthalem 3:3 (=0) roku 1850 v New Yorku[1]
- remíza s Pierreem Charlesem Fournierem de Saint-Amantem 4:4 (=0) roku 1852 v New Yorku[1]
- druhé místo na vyřazovacím turnaji v Cambridgi roku 1860, když ve finále prohrál s Ignazem Kolischem[1]
- vítězství na vyřazovacím turnaji v Leedsu roku 1861[1]

## Šachový skladatel a publicista
Stanley vytvořil roku 1845 první americkou šachovou rubriku v Spirit of the Times, kde vyšla první šachová úloha publikovaná v USA. V říjnu roku 1846 založil American Chess Magazine jako periodický nástroj pro komunikaci mezi americkými šachisty, který však skončil svou existenci roku 1847. Od roku 1848 do roku 1856 řídil šachovou rubriku v The Albion. Roku 1855 zorganizoval první turnaj v kompozičním šachu v USA. Roku 1859 publikoval knihy Morphy’s Match Games and The Chess Player’s Instructor. V letech 1860 až 1868 pobýval v Anglii a řídil zde šachovou rubriku v Manchester Express and Guardian.